# France université numérique
France université numérique je neprofitabilna obrazovna organizacija koja nudi veliki broj onlajn kurseva MOOCS. France université numérique sarađuje sa mnogo univerziteta kako bi obezbedila onlajn kurseve. Kursevi koji se mogu pohađati su iz oblasti fizike, elektrotehnike, hemije, medicine, biologije, sociologije, matematike, informatike, ekonomije itd. U aprilu 2018, France université numérique je imala 1.4 milion korisnika i 400 kurs, sa 100 univerziteta.

## Kursevi
Kursevi širokog spektra koji se protežu od humanističkih nauka, medicine, biologije, sociologije, matematike, ekonomije, i informatike, kao i drugih oblasti traju od nekoliko nedelja do nekoliko meseci. Koncipirani su na principu interaktivnog online učenja gde kompletan nastavni materijal i podršku eminentnih predavača polaznici dobijaju besplatno. Na kraju svakog modula polaže se test i dobija sertifikat o savladanom programu. Ovaj tip seminarskih studija nije deo standardnog obrazovanja, i polaznici taj kredit ne mogu koristiti kao zamenu za predmete koje slušaju na matičnim fakultetima ako su studenti, ali je znanje koje dobijaju dragoceno. 

### Šta čini ove kurseve posebnim?
Online kursevi su dostupni već duže vreme. Razlikuje ih činjenica da je ovo pravo iskustvo kursa. Počinje određenog dana, i polaznici kursa gledaju video snimke na nedeljnoj bazi i rade domaće zadatke. Ovo su pravi domaći zadaci za pravu ocenu, sa pravim rokom. Na kraju kursa, polaznici dobijaju sertifikat. Oni mogu da predstave taj sertifikat svojem poslodavcu i time dobiju bolji posao.

#### Samoobrazovanje
Samoobrazovanje je poseban vid obrazovanja koji se ostvaruje spostvenim naporom i po pravilu bez neposredne pomoći drugih ljudi. U 21. veku uz neverovatno razvijene tehnologije, klasično obrazovanje sve više i više gubi svoj smisao u onom obliku kako je funkcionisalo pre 30 i više godina. Naime, zahvaljujući pristupu svim mogućim informacijama i literaturi, danas su učenici i studenti u mogućnosti da bez problema znaju i saznaju više i od njihovih profesora. Danas svako ima mogućnost da uči više, brže i bolje. Stranice poput France université numérique nam nude besplatnu literaturu, ali i omogućavaju da besplatno i u kućnoj atmosferi slušamo i gledamo neke od najboljih profesora i predavača na svetu. 

## Obrazovni uticaj
Svako ko ima pristup Internetu ima mogućnost da dobije visoko obrazovanje, dok je učenje svako prilagođuje tempu kakav mu odgovara. Čak i u lokalnim institucijama koje nemaju elitne profesore, studenti mogu da se rukovode i motivišu resursima koje obezbeđuje France université numérique.

## Spoljašnje veze
- France université numérique oficial